# Hươu đầm lầy Ấn Độ
Hươu đầm lầy Ấn Độ (danh pháp hai phần: Rucervus duvaucelii) là một loài động vật có vú trong họ Hươu nai, bộ Guốc chẵn. Loài này được G. Cuvier mô tả năm 1823.
Loài này đã được tìm thấy ở các địa phương bị cô lập ở miền bắc và miền trung Ấn Độ, và Tây Nam Nepal. Nó là tuyệt chủng ở Pakistan và Bangladesh.

## Hình ảnh

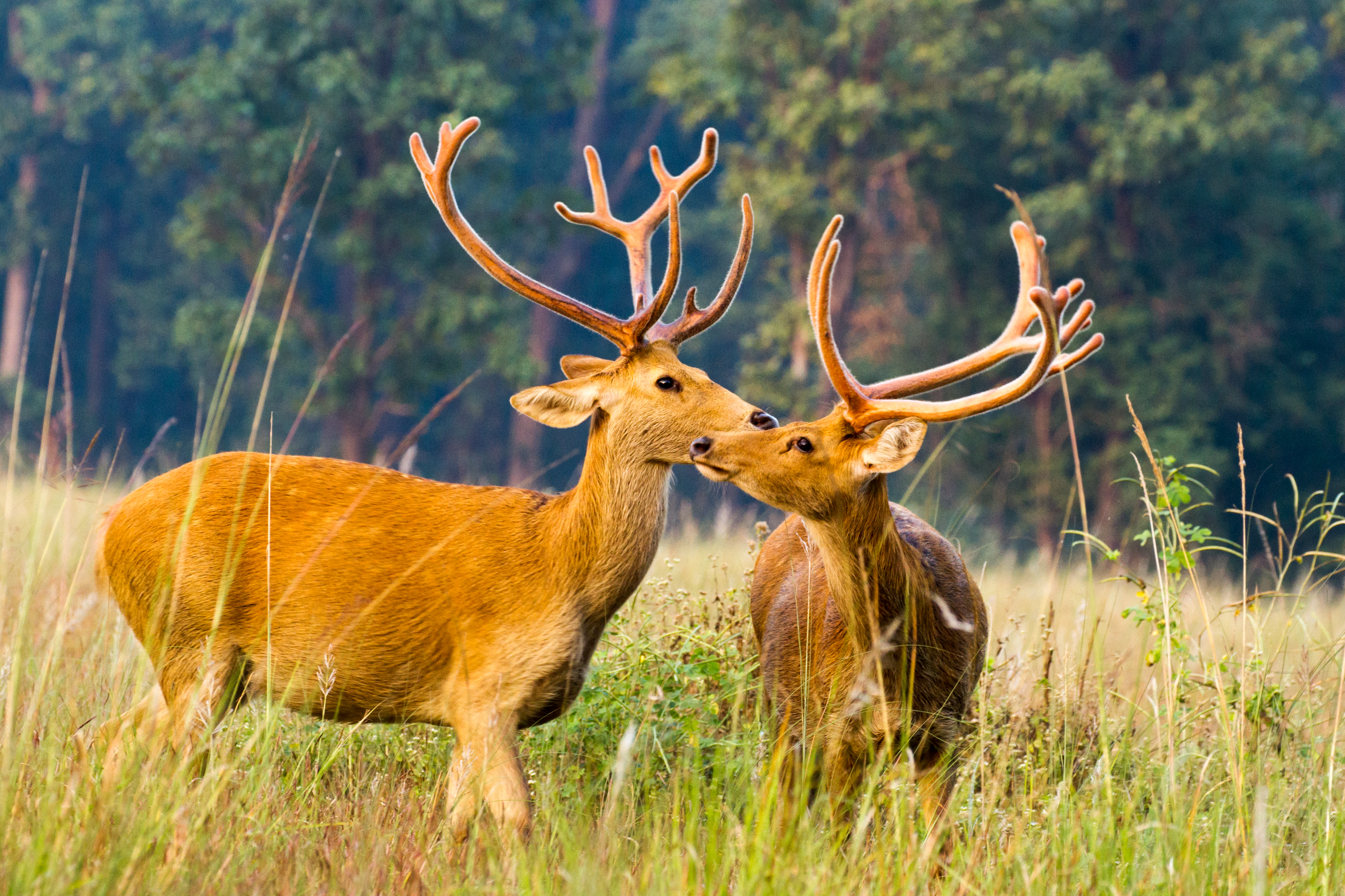
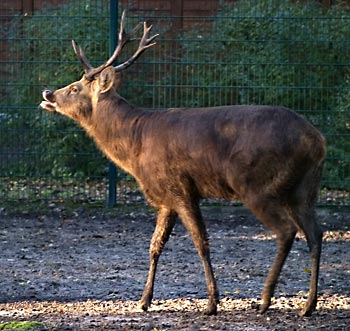
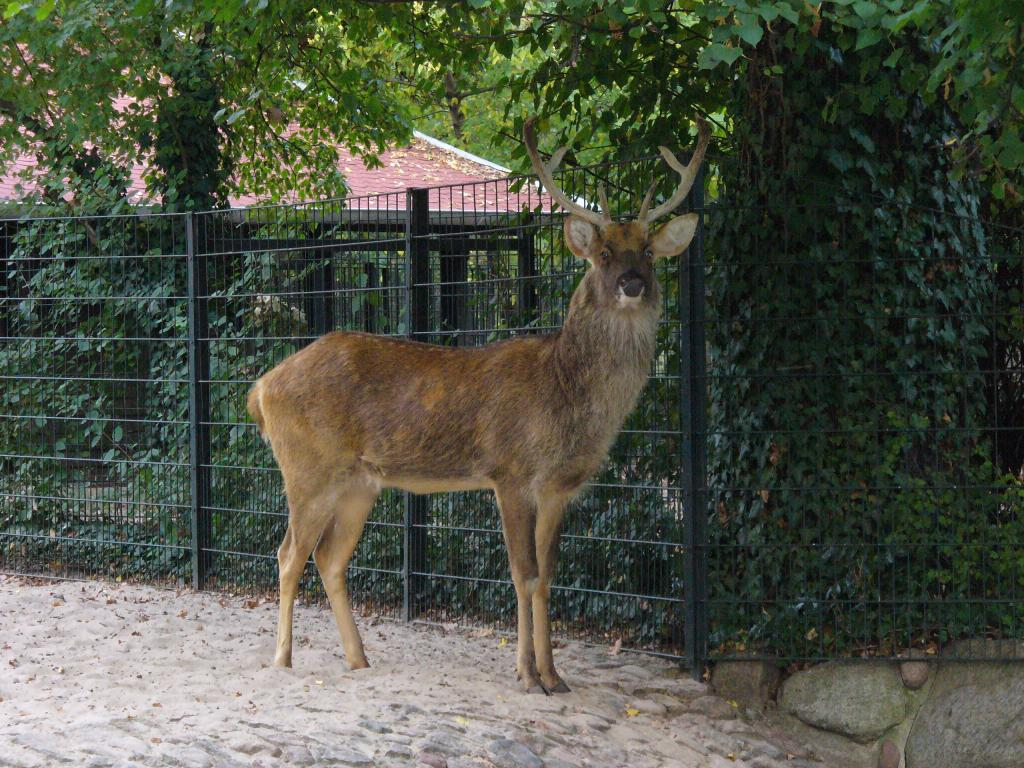
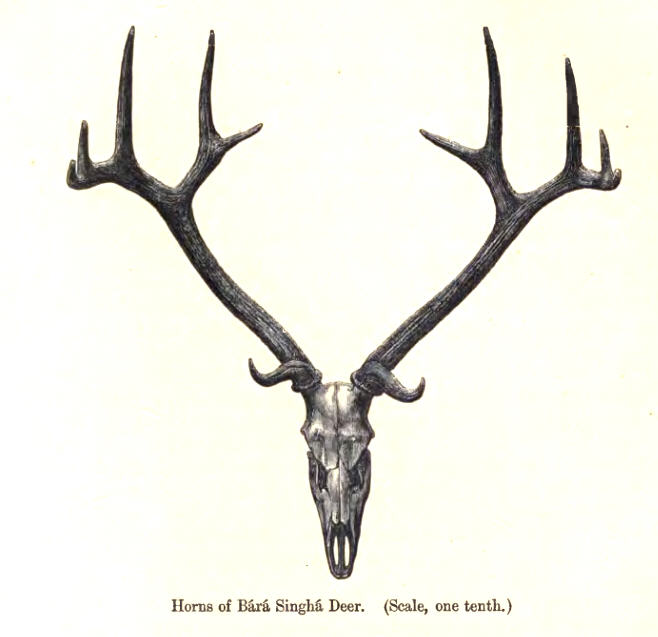
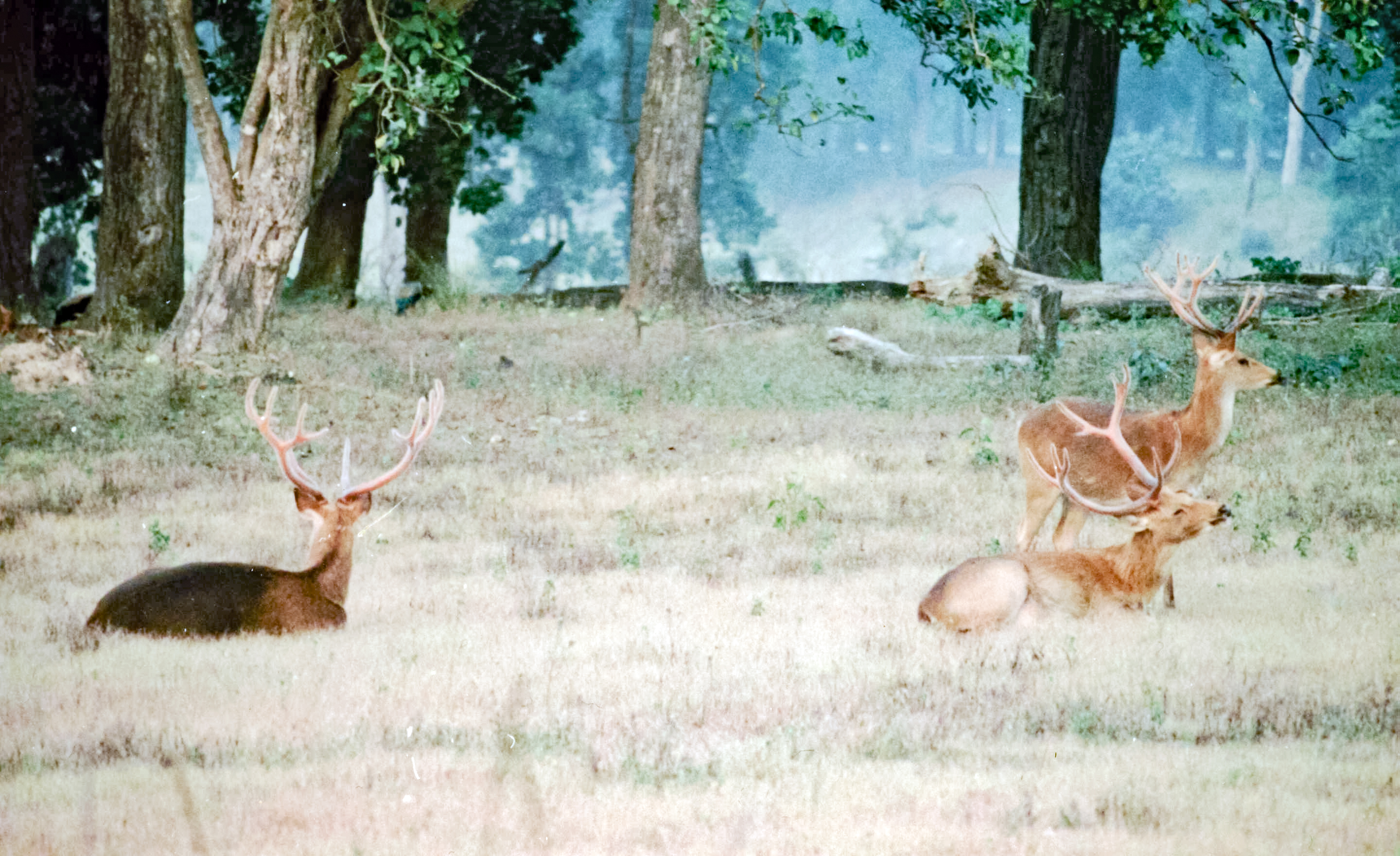
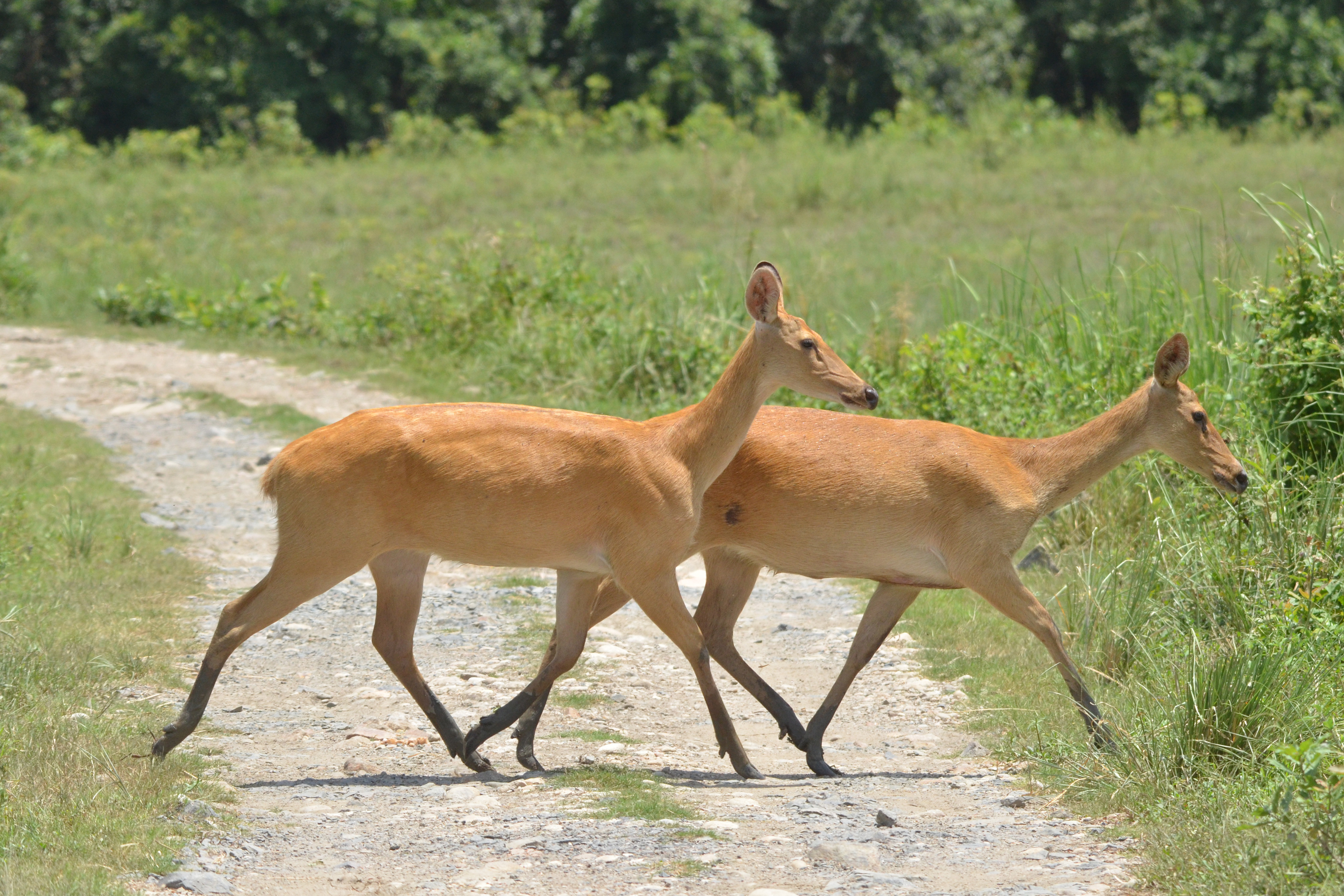